# Olios timidus
Olios timidus är en spindelart som först beskrevs av O. Pickard-Cambridge 1885.  Olios timidus ingår i släktet Olios och familjen jättekrabbspindlar. Inga underarter finns listade i Catalogue of Life.